# Хаплогрупа J (Y-ДНК)
Хаплогрупа J ili Y-ДНК хаплогрупа J је једна од хаплогрупа у људској генетици.

## Заступљеност
Ова хаплогрупа је углавном заступљена на Блиском истоку. Особе које поседују ову хаплогрупу чине доминантан део становништва у државама Азербејџан, Бахреин, Кипар, Грузија, Иран, Ирак, Израел, Јордан, Кувајт, Либан, Оман, Катар, Саудијска Арабија, Сирија, Турска, Уједињени Арапски Емирати, Палестина и Јемен. Поред тога, ова хаплогрупа је, мањим делом, заступљена и на северу и истоку Африке, у југоисточној Европи, као и у централној и јужној Азији.
У Србији је са 11,3% ово четврта по заступљености хаплогрупа, после Хаплогрупе I (44,4%), Хаплогрупе R (20,5%) и Хаплогрупе E (16,2%). На Косову је ова хаплогрупа заступљена са 23%, у Албанији са 23%, у Грчкој са 23%, у Македонији са 18%, у Бугарској са 15%, у Румунији са 22%, у Црној Гори са 11% и у Босни и Херцеговини са 12%.

## Порекло
Хаплогрупа Ј је настала из парагрупа IJK и IJ. У том смислу најближа јој је хаплогрупа I. Хаплогрупу Ј повезују са семитским народима, а такође и са старим месопотамским, малоазијским и левантским народима као што су Хурити, Хети или Феничани.
Претпоставља се да се хаплогрупа Ј издвојила из парагрупе IJ негде на Блиском истоку пре 30.000 година. Углавном је раширена кроз своје подгрупе Ј1 и Ј2, иако на острву Сокотри на југу Арабије живи популација која не припада ни једној од ових варијанти већ основној хаплогрупи Ј* P209.
Тешко је утврдити да ли је оригинална Ј популација живела на југу Арабије или источном Кавказу где срећемо данас највише фреквенције ове хаплогрупе. Присуство ове хаплогрупе у Европи би могло бити повезано са миграцијама земљорадника са Блиског истока још у неолиту.